# Coronelisme

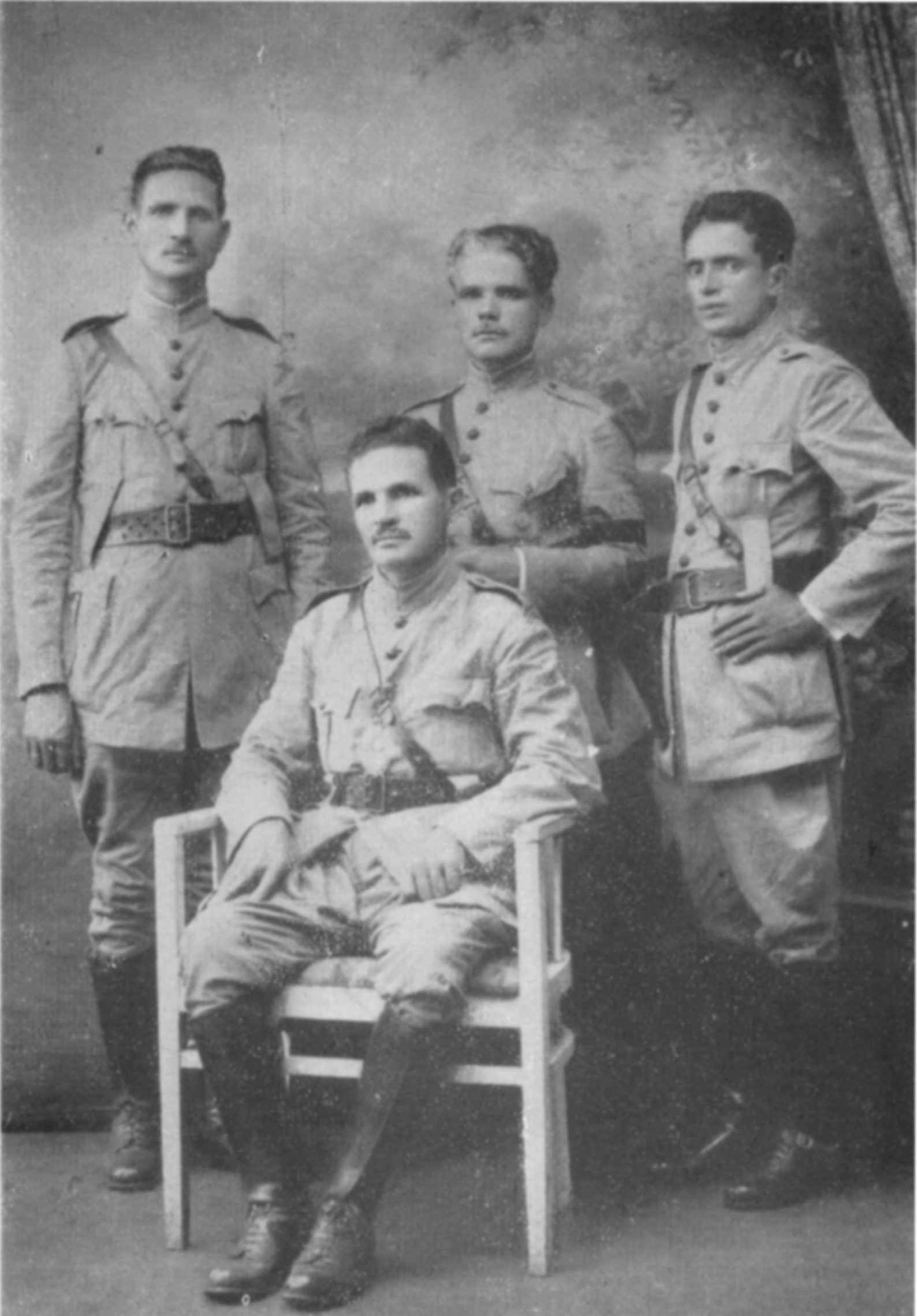
Horácio de Matos, coronel del Nordeste, amb els seus homes cap a 1930.

El coronelisme (coronelismo en portuguès) va ser un sistema de poder local a les zones rurals del Brasil sota la República Velha (1889-1930). Va ser suportada per propietaris lleials al govern brasiler, el coronel (plural: coronéis).

## Història
El títol de coronel prové d'un rang de la Guàrdia nacional creat l'any 1831 a l'Imperi del Brasil, durant el període turbulent de la regència del jove emperador Pere II. Aquest títol se sol atorgar a un gran terratinent (fazendeiro) capaç de mantenir l'ordre públic al seu territori, i es manté fins i tot després de perdre el seu caràcter oficial. Sota la República Velha (1889-1930), la transferència de poders i ingressos fiscals als estats del Brasil i als municipis tendeix a reforçar el poder local del coronel, sovint un gran terratinent, més rarament un comerciant o un sacerdot, confiant en una sòlida xarxa de nepotisme, patrocini i clientelisme. Recluta els seus homes armats entre els seus dependents (agregados) als quals proporciona ajuda material i impunitat davant la justícia. Presideix les festes religioses i serveix com a àrbitre en disputes de terres o en el segrest de noies.

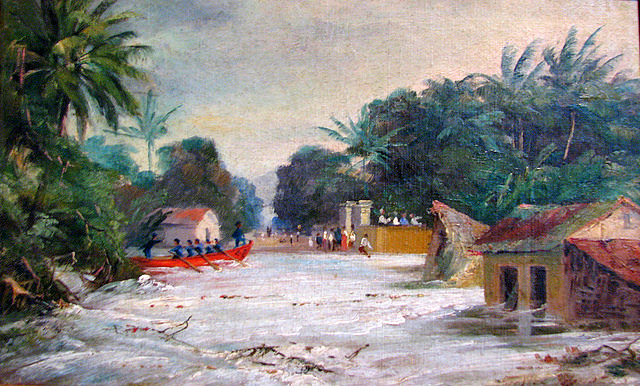
Entrada a una fazenda durant una riuada, tela de Jerônimo José Telles Júnior (1851-1914).

El coronel és sovint assistit per un lletrat (doutor), advocat o metge, que serveix d'intermediari amb les elits urbanes. Assegura el seu poder afavorint l'elecció del governador, si és necessari per la violència i el frau electoral. A les regions pobres del Nord-est, els coronéis manaven com a senyors de la guerra i podien arribar a rebutjar l'autoritat del govern estatal, recolzats per polítics professionals i comerciants exportadors. Per exemple, el 1920, els coronéis de la conca del Riu São Francisco van derrotar les tropes enviades pel governador. Horácio de Matos (1882-1931), el coronel més poderós de l'estat de Bahia, va obtenir el reconeixement del seu dret a tenir armes i municions i de la seva autoritat sobre 12 municipis. A Ceará, entre 1921 i 1928, diversos conflictes armats enfrontaven les milícies de les grans famílies.
La justícia arbitrària i la violència imposada pel coronelisme va provocar el creixement del cangaço: bandolers, proscrits i fugitius que s'hi enfrontaven per venjança i supervivència. El cangaceiro més conegut va ser en Lampião (1898-1938).
En els estats més pròspers com São Paulo o Rio Grande do Sul, els coronéis estaven lluny de tenir el mateix poder i, molt sovint, restaven subordinats als líders dels partits polítics, governadors o senadors, sovint de famílies nombroses locals; tanmateix, les pràctiques de frau, violència i assassinat polític continuen sota una aparència més civilitzada.
A finals del segle xx, el terme "coronel" s'utilitza sempre per referir-se a un gran terratinent que confia en una milícia de sequaços per oposar-se al moviment dels camperols sense terra.

## Ficció
- Còmic: Samba amb Tir Fixe, a l'àlbum Sota el signe de Capricorn d'Hugo Pratt (1971). Aquest episodi de les Aventures de Corto Maltès el presenta al Brasil durant la Primera Guerra Mundial mentre s'uneix a un grup de cangaceiros per lluitar contra un coronel esclavista.

- Cinema: Antonio Das Mortes, pel·lícula brasilera de Glauber Rocha, estrenada l'any 1969. Un sicari al servei d'un coronel tirànic es posa del costat dels camperols oprimits.